# عطية عويس
عطية عويس  (27 أبريل 1938 - 26 ديسمبر 2004) ممثل ومنتج مصري، ولد بمحافظة كفر الشيخ، كانت بدايته الفنية متأخرة حيث كانت أولى تجاربه التمثيلية عام 1975 بفيلم (الكداب)، ثم عمل كمدير إنتاج لفيلم (عيون لا تنام) عام 1981، ثم أنتج بعدها أول أفلامه (سعد اليتيم) بطولة (أحمد زكي) عام 1985، وشارك بإنتاج فيلم (شادر السمك) بالعام التالي، تفرغ بعد ذلك للتمثيل حيث شارك في عشرات الأعمال ما بين السينما والتلفزيون، من أبرز أعماله (أيام السادات، على باب الوزير، امرأة من زمن الحب).

## وفاته
توفي عطية عويس في 26 ديسمبر عام 2004.

## أعماله

### أفلام
- إعدام قاضى 1990
- الكداب
- المولد
- عيون لا تنام (مدير إنتاج)
- أيام السادات
- على باب الوزير

### مسلسلات
- راس القط
- امرأة من زمن الحب
- ليالي الحلمية
- زيزينيا
- أبناء دهشان

### إنتاجاته
- سعد اليتيم
- شادر السمك